# 오상자이엘
오상자이엘(Osangjaiel)은 대한민국의 기업이다. 본사는 인천광역시 부평구 육동로 36 (부평동)에 위치해 있다. IT 사업과 화장품, 신소재,과수 포장재, 미생물 제재 등의 생산 판매 사업을 한다.

## 종속회사
- 오상헬스케어

## 참고 문헌
1. ↑  한국IR협의회 기술분석보고서-오상자이엘, 2020.10. 29
2. ↑  오상자이엘, 삼육대 서버 가상화 구축 최종 완료, 파이낸셜뉴스, 2024.06.12